# Unió Temporal d'Empreses
|  | Aquest article tracta sobre unions empresarials. Vegeu-ne altres significats a «Ute». |

|  | Aquest article tracta sobre la forma jurídica a Espanya. Si cerqueu el concepte general empresarial, vegeu «Aliança d'empreses». |

La Unió Temporal d'Empreses (acrònim legal: UTE) és un mecanisme legal usat a Espanya pel qual dues o més empreses s'uneixen per realitzar una obra o prestar un servei determinat; constitueixen una aliança d'empreses com una única empresa temporalment mentre duri l'obra, normalment de gran port.

## Requeriments dels estatuts
Els estatuts han de contenir: 
- La denominació o raó social de l'UTE.
- L'objecte de la unió, expressat mitjançant una memòria o programa, amb determinació de les activitats i mitjans per a la seva realització.
- La durada i data en què s'iniciaran les operacions.
- El domicili fiscal, situat en el territori nacional, que serà el de la persona física o jurídica que s'encarregui de la gerència comuna.
- Les aportacions, si existeixen, al fons operatiu comú que cada empresa compromet, si escau, així com les maneres de finançar o sufragar les activitats comunes.
- El nom del gerent i el seu domicili.
- La proporció o sistema per determinar la participació de les diferents empreses membre en la distribució dels resultats o, si escau, en els ingressos i despeses de l'UTE.
- La responsabilitat davant de tercers pels actes i operacions en benefici comú, és, en tot cas, solidària i il·limitada per als seus membres.
- El criteri temporal d'imputació de resultats o, si s'escau, d'ingressos o despeses.
- La resta de pactes lícits i condicions especials que els atorgants vulguin establir.

## Motius per constituir UTE

### Motius tècnics
La unió comporta la posada en comú de recursos, coneixements i experiències de les diferents empreses associades. Les empreses per si soles haurien de realitzar fortes inversions en maquinària, infraestructura ..., per assolir el mateix objectiu que persegueix la Unió.

### Motius econòmics
També hi ha motius d'índole econòmica i fiscal, ja que els recursos de diverses empreses en conjunt són superiors als individuals, la qual cosa suposa un abaratiment dels costos d'execució i la possibilitat de presentar una oferta més avantatjosa al client; es diversifica el risc entre les associades, es pot negociar en millors condicions a l'obtenció d'avals i finançament de tercers, finançament a la qual caldrà recórrer de manera notòriament inferior al que hauria de fer-ho una empresa única, ja que les UTE es financen amb aportacions dels membres i amb els recursos que ella mateixa pugui generar.

### Avantatges organitzatius
Poden acollir també aquestes unions a un règim fiscal específic i més avantatjós que s'analitzarà més endavant, per això és indispensable que es formalitzi la seva constitució en escriptura pública. Finalment cal parlar d'avantatges organitzatius derivats de la unió, avantatges que es poden traduir en una millora dels sistemes de control de costos, informació, comandes, màrqueting, publicitat, recursos humans i en general, qualsevol aspecte que resulti de canalitzar l'experiència dels diferents membres de la unió.

## Règim jurídic
Les UTE manquen de personalitat jurídica pròpia diferent de la dels seus membres, d'això se'n deriva que les empreses membres van a respondre de forma subsidiària, solidària i il·limitada dels seus deutes i obligacions. És a dir, els creditors de la UTE s'han d'adreçar, en primer lloc, contra els possibles saldos i béns existents a nom d'aquesta. Si el crèdit no és satisfet, es dirigiran contra qualsevol empresa associada, a la qual podran exigir el pagament de la totalitat del deute, donada la solidaritat existent, i sempre tenint en compte el règim propi (societari o no) de l'empresa associada.

## Durada
Tenen les UTE una durada idèntica a la de l'obra, servei o subministrament que constitueixi el seu objecte, però sempre amb el límit màxim de vint-i-cinc anys, llevat que es tracti d'execució d'obres i explotació de serveis públics, en aquest cas la durada màxima serà de cinquanta anys. Si la durada és superior, ja no li seria aplicable el règim fiscal especial. Un cop acabada l'obra, servei o subministrament, o bé transcorregut el termini esmentat s'entra en fase de liquidació, satisfent els deute pendents i repartint els excedents als socis en virtut de la seva aportació. En cas que amb la liquidació encara quedessin deutes pendents, d'aquestes respondran els socis solidàriament i il·limitada.
Ha d'existir un gerent únic de la UTE, amb poders suficients de tots i cadascun dels seus membres per exercir els drets i contreure les obligacions corresponents. El gerent ha de fer-ho constar així en tots els actes i contractes subscrigui en nom de la Unió, i respondrà davant l'UTE de les seves operacions.

## Estructura i funcionament de les Unions Temporals d'Empreses
L'estructura organitzativa de les UTE ve prefixada en la Llei 18/1982, de 26 de maig. A la pràctica es pot descriure de la manera següent: 

### Junta d'empresaris
Equival a la Junta General en el cas de societats anònimes. Està formada per un representant de cada una de les associades, i és l'òrgan superior de la unió. Aquests representants solen estar apoderats per les empreses per poder vincular pels seus actes en les matèries competència de la Junta (que han estat fixades en els estatuts fundacionals). Aquestes competències es dirigeixen a fixar les línies generals d'actuació de la Unió, modificar els estatuts si fos convenient, aprovar la gestió, el balanç i el compte de resultats, així com els criteris de distribució d'aquests.

### Comitè de gerència
Equival al Consell d'administració d'una societat anònima. Es tracta d'un òrgan encarregat de dissenyar la política de direcció del projecte. En ell també han d'estar representades totes i cadascuna de les empreses que integren la unió. El Comitè es reuneix sempre que sigui necessari i a petició de qualsevol dels seus membres. Els seus acords solen ser adoptats per majoria i queden reflectits en una Acta.
Desenvolupa les funcions de direcció i control de l'execució del projecte; entre d'altres: decidir sobre els plans de treball que proposin els tècnics, adquisició o lloguer de maquinària i tecnologia per a la consecució de l'objectiu buscat, aportacions exigibles als partícips, operacions financeres per obtenir recursos addicionals precisos i altres similars que han de quedar clarament indicades en els Estatuts de la Unió.

### Gerència
Equival al Conseller Delegat d'una societat anònima. És la persona nomenada pel comitè de gerència per assumir totes les tasques d'execució dels acords presos per aquest. Té facultats per obligar a la unió enfront de tercers amb el seu nom i signatura, encara que després respondrà internament enfront d'aquella.

### Personal tècnic i administratiu
Entre ells sol destacar una direcció d'obra que s'encarrega de realitzar directament la mateixa sota les instruccions que li transmet el Gerent.

## Aspectes comptables
Pel que fa a la comptabilitat, les UTE no formulen comptes anuals a efectes mercantils, de manera que el partícip integra (consolida) en els seus comptes anuals la part proporcional dels saldos de l'UTE que li corresponguin. No obstant això, un adequat control intern produirà que normalment les UTE portin uns registres la confecció es pot realitzar de forma similar als llibres de comptabilitat obligatoris per a les empreses. A la pràctica, la UTE ha de portar una comptabilitat pròpia i independent amb el detall necessari per facilitar la seva inclusió en els comptes anuals dels seus socis.
En la memòria dels socis s'ha de recollir, a més, informació de cada UTE en què es participi, indicant els criteris de valoració utilitzats per cada Unió i la forma per la qual l'empresa ha realitzat la integració de les operacions d'aquestes.

## Aspectes fiscals
Poden les UTE acollir-se a un règim fiscal especial en el cas de complir determinats requisits: els partícips poden ser persones físiques o jurídiques residents o no a Espanya. En el cas de ser persones físiques han de ser empresaris i determinar els seus rendiments en estimació directa. Pel que fa a l'objecte, durada i gerent únic s'exigeixen els requisits genèrics estudiats en l'apartat un. D'altra banda, l'UTE s'ha de formalitzar en escriptura pública, contenint les dades dels atorgants i la voluntat de compliment dels pactes subscrits i recollits en els estatuts. Aquests hauran de recollir les aportacions dels atorgants i la forma de finançament de l'activitat a desenvolupar, així com la participació dels membres en els resultats, positius o negatius, i el sistema de determinació d'aquests. Per acabar les UTE han d'inscriure en el registre especial existent en el Ministeri d'Economia i Hisenda.
Complint els requisits anteriors el règim fiscal especial és el següent: 

### Impost sobre societats
Tributen d'acord amb el règim de transparència fiscal però amb certes particularitats. No tributen per l'IS per la part de base imposable imputable a les empreses membres residents en territori espanyol, i no hi ha limitació a la imputació de bases imposables negatives.
Així, les  bases imposables positives o negatives que obtingui la UTE s'imputen a les empreses membres en la proporció que resulti dels estatuts socials o bé d'acord amb la seva participació en el capital social. Les empreses socis han d'integrar la base imputada en la base imposable de la seva imposició personal.
Pel que fa a les deduccions i bonificacions en la quota a les quals tingui dret l'UTE, la base de tals deduccions i bonificacions s'imputa igualment a les seves empreses membres a efectes de la liquidació de l'impost corresponent (IRPF o IS) al qual estiguin sotmeses.

### Impost sobre el valor afegit
Les UTE són subjectes passius de l'impost sense cap especialitat.

### Impost sobre Transmissions Patrimonials i Actes Jurídics Documentats
Gaudeixen d'exempció en el mateix les operacions de constitució, ampliació, reducció, dissolució i liquidació, així com els contractes preparatoris i altres documents la formalització suposi legalment pressupost necessari per a la constitució de la UTE.

### Retencions i ingressos a compte
Les UTE i els seus partícips residents a Espanya, no tenen obligació d'efectuar retencions en la font, a compte de l'IRPF i IS, respecte dels rendiments sotmesos a retenció que recíprocament se satisfacin a conseqüència de l'activitat de la Unió amb els seus membres (sí que s'ha de retenir quan es tracta de rendiments satisfets a una empresa membre resident a l'estranger). Respecte de tercers (empleats, professionals, etc.), tenen les obligacions de retenció pròpies de qualsevol altra entitat.

### Pagaments fraccionats
Aquelles UTE els membres siguin residents en territori espanyol no tributen per IS, per la qual cosa no hauran de fer pagaments fraccionats (hauria de fer per la part corresponent si tingués algun soci estranger).

## Extinció i liquidació
Un cop complert l'objecte social per al qual es va constituir l'UTE, aquesta s'extingirà. Per a això haurà de formalitzar l'extinció en escriptura pública, que haurà de comunicar al Ministeri d'Economia i Hisenda perquè sigui donada de baixa en el registre especial. Si de la liquidació resultés un lliurament de béns a les empreses membres, els valors de mercat fossin superiors als comptables, la diferència entre ambdós valors s'ha d'integrar en la base imposable de la UTE, perquè sigui imputada a les empreses membres, les quals incrementaran el valor fiscal de la seva participació en l'UTE en l'import de la plusvàlua de dissolució imputat a aquests.